# Varga Gábor (szobrász)

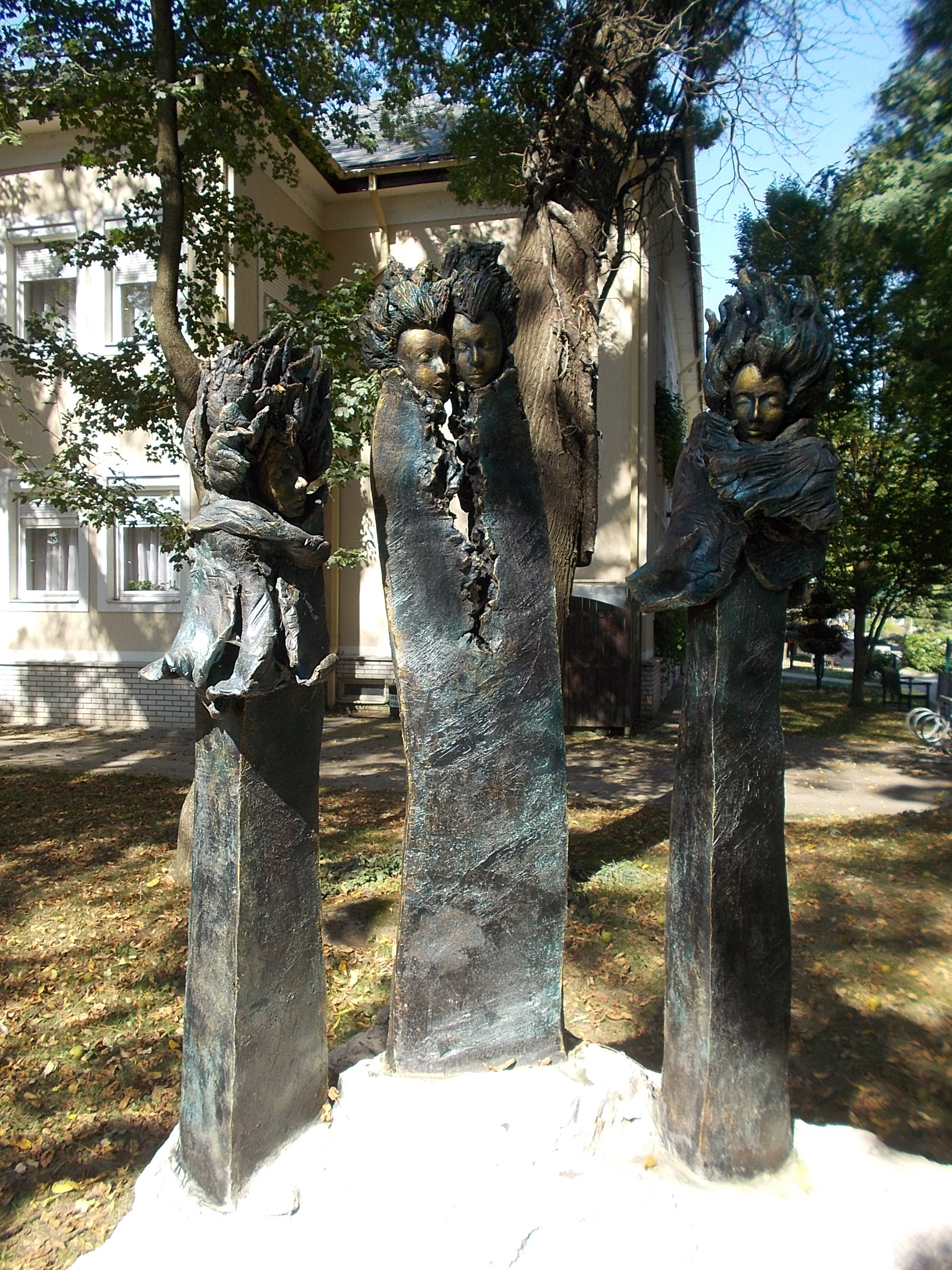
Álmodozók

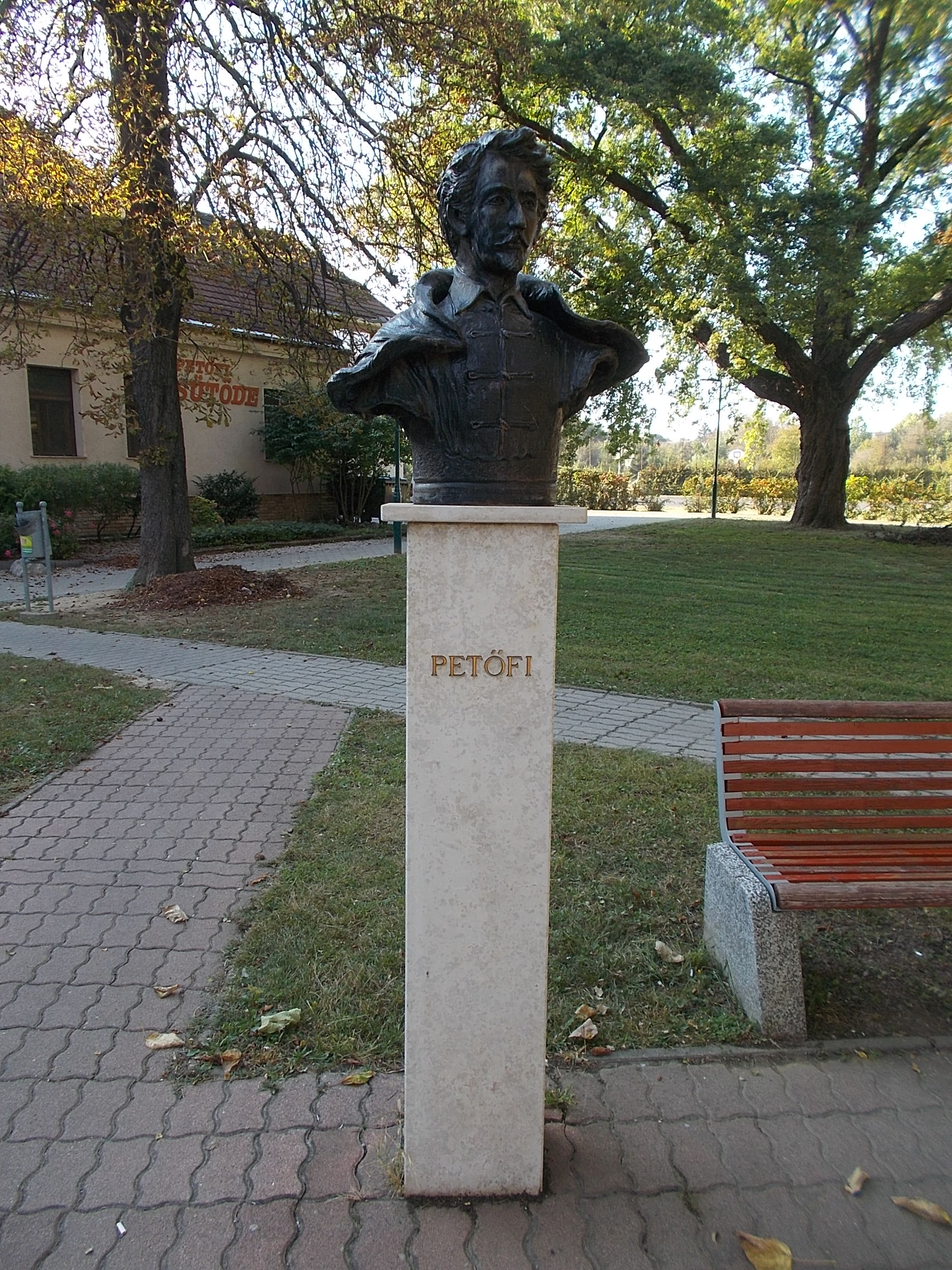
Petőfi Sándor

Varga Gábor született: Varga István Gábor (Mezőtúr, 1952. május 31.) magyar szobrászművész, keramikus. Dombóváron él, felesége Péterfi Katalin.

## Életpályája
Szülőhelye Mezőtúr. Már gyerekkorában szobrásznak készült, Csabai Wagner József festőművészhez járt rajzórákra (1965). Ipari tanuló lett, mert képzőművész, grafikus szakra nem vették fel. Kresz Panni néni néprajz kutatótól tanulta a népművészetet (1970). 1973-ban megszerzi a népművészet mestere címet. Budapestre kerül, majd Ceglédre (2001). Cegléden volt az első műhelye és galériája. Fót következett (2004), ahol megismerte feleségét Péterfi Katalint. A házaspár Kecskemétre kerül , a művész a Nemzetközi Kerámia Stúdióban helyezkedett el. 2005-ben Dombóvárra kerülésük után a feleség is megismerkedett az agyaggal, férje lett a mestere.

## Főbb alkotásai

### Dombóváron
- Arany János szobor[1]
- Az aradi 13 vértanú dombormű[2]
- Álmodozók - 1987[3]
- Árpád-házi Szent Erzsébet mellszobor
- gróf Batthyány Lajos mellszobor
- Betlehemi kompozíció[4]
- Buzánszky Jenő szobra
- Dombóvári Pantheon
- Franjo Vlašić mellszobor - 2011[5]
- Karászi Imre dombormű
- Nemzeti Összetartozás tere
- Orbán Balázs szobor[6]
- Pannon lovas Isten dombormű[7]
- Pannoniai polgárváros[8]
- Petőfi mellszobor - 2006[9]
- Szanyi István mellszobor
- Szent István intelmei Imre fiához[10]
- Szent László mellszobor
- A Városháza főbejáratán Dombóvár város címere
- Vér Venczel mellszobor

### Más városokban
Áta; Bakonya; Budapest; Cegléd; Ceglédbercel; Csemő; Cserkút .......

### Külföldön
A Kárpát-medencében, Ausztriában, Lengyelországban valamint Olaszországban.

## Tagság
- Magyar Művészeti Akadémia - 2020

## Kitüntetései
- Magyar Művészeti Akadémia nem akadémikus tagként nyílvántartásába vette - 2020
- Magyar Érdemrend lovagkeresztje - 2012
- Pro Urbe díj - Cegléd
- Díszpolgári cím - Jászdózsa

## Műterme

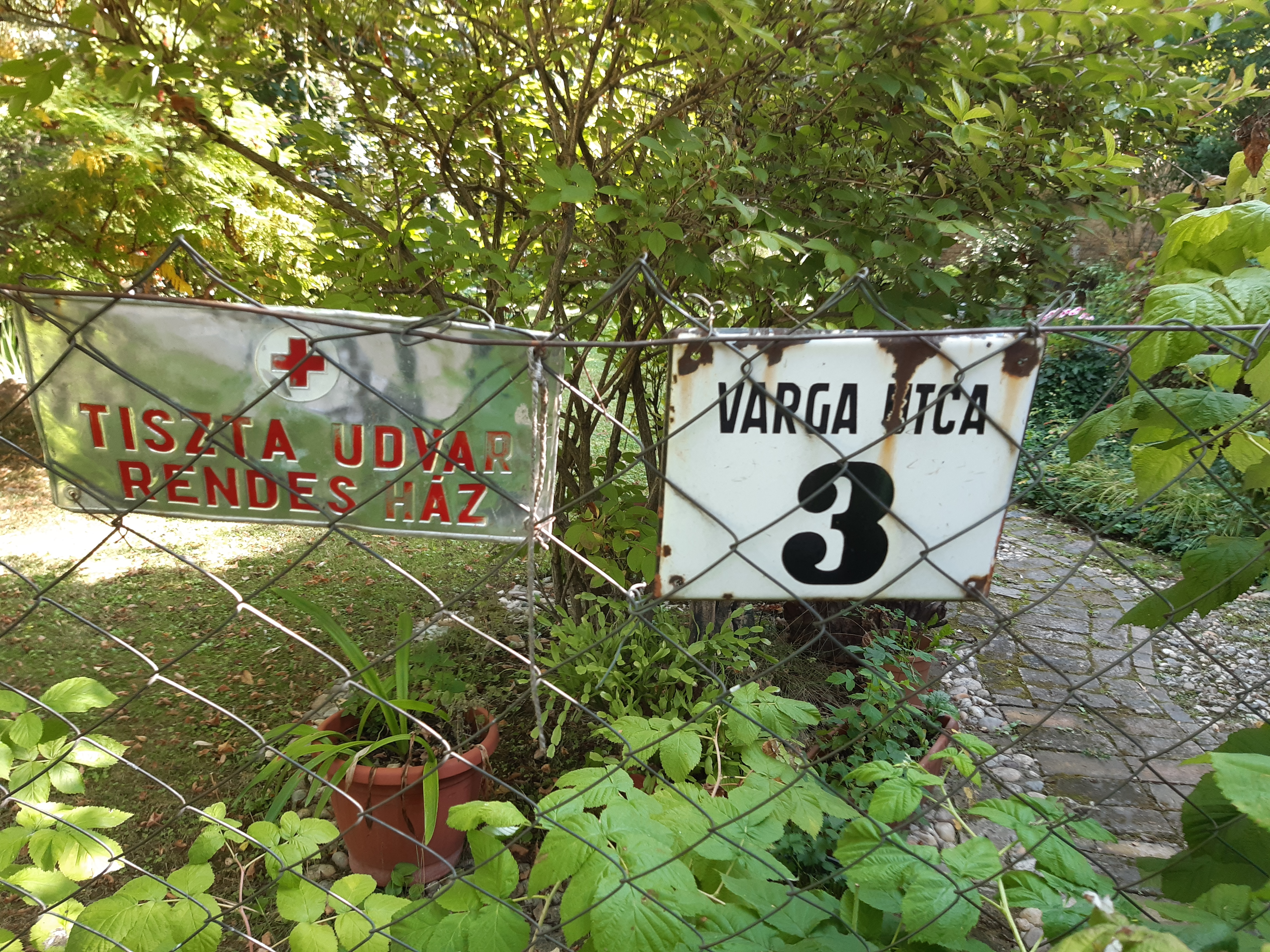
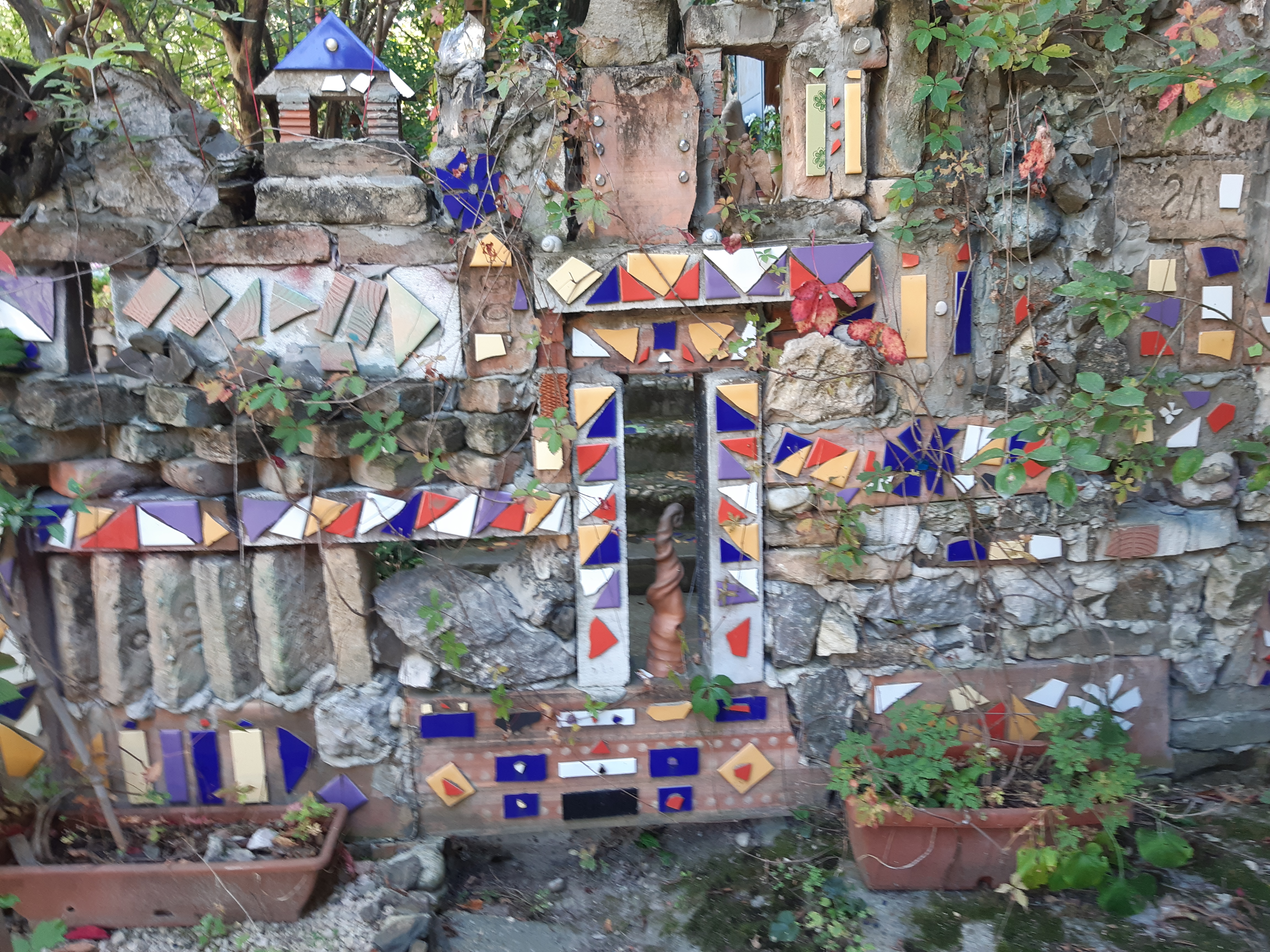
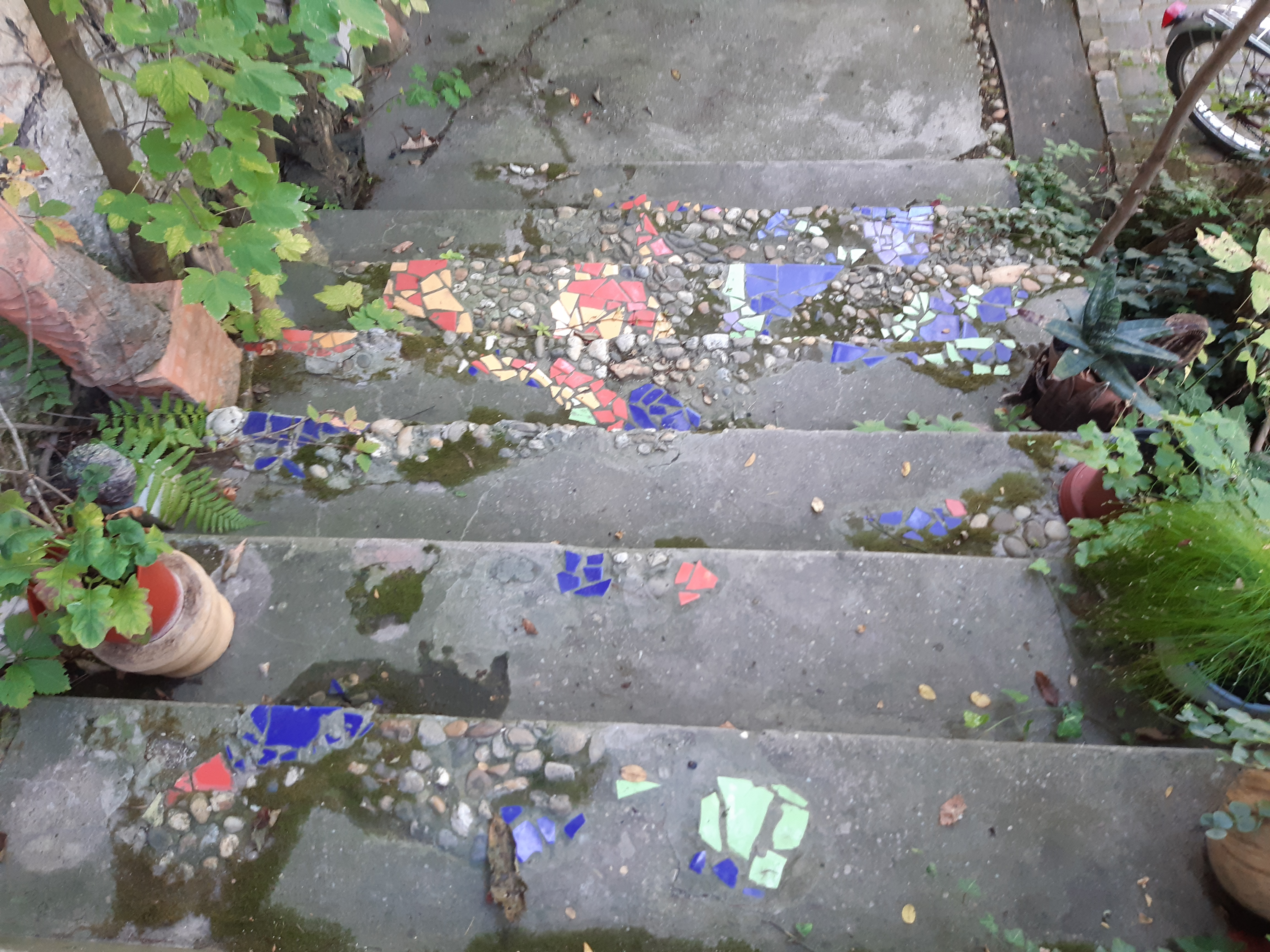

## Külső hivatkozások
- Varga Gábor riport
- A Mindszenty szoborról az alkotó VARGA GÁBOR
- Megrongálták a kérész párt 2019.02.28.
- Ötórai tea – Beszélgetés Varga Gábor szobrász, keramikussal Archiválva 2020. július 19-i dátummal a Wayback Machine-ben
- Bemutatjuk Varga Gábort